# 高輪Gateway City

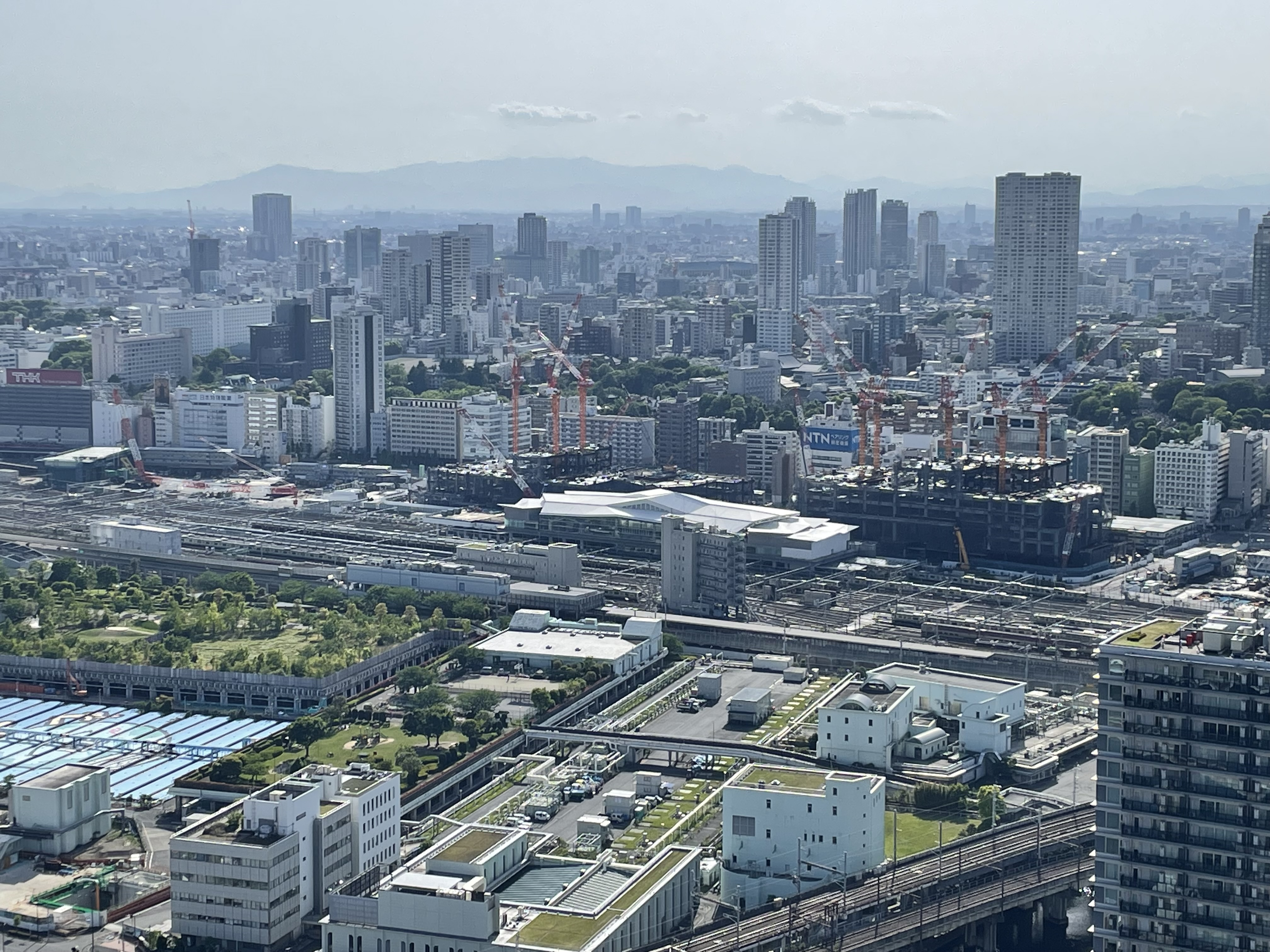

高輪Gateway City（日语：高輪ゲートウェイシティ、TAKANAWA GATEWAY CITY）是東日本旅客鐵道（JR東日本）主導的一個都市更新計劃，位於東京都港區港南2丁目、芝浦4丁目、高輪2丁目、三田3丁目。面積約9.5公頃。這一街區在2023年5月16日正式定名，2025年3月27日，第一期正式開幕。